# Charles Boland
Charles Boland (Spa, 5 april 1855 – ?) was een Belgische schilder, gespecialiseerd in dieren, landschappen, genrescènes en portretten,

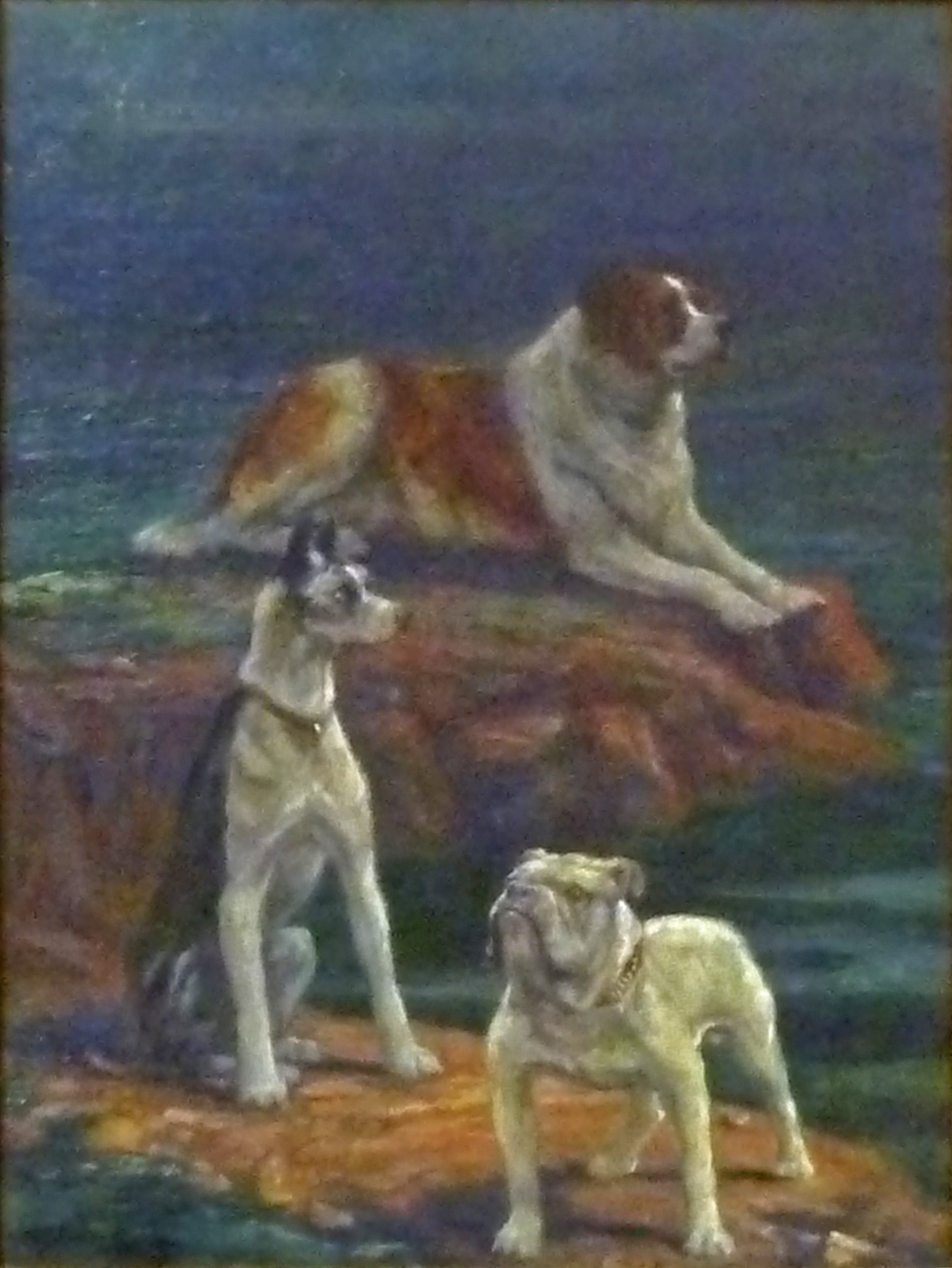
"Drie honden", olieverf op doek

Hij verkreeg zijn artistieke opleiding aan de Academie van Antwerpen, Hij nam in 1878 deel aan de “Prijs van Rome”,
Hij was een der medestichters op 25 oktober 1883 van de Antwerpse vereniging van beeldende kunstenaars Als ik Kan, waarvan Henry Van de Velde ook heel kort lid was.

## Tentoonstellingen
- Brussel (1880 tot 1884): Exposition Générale des Beaux-Arts
- Gent (1892): 35ste Salon
- Antwerpen (1898) : Salon
- Brussel (1903): Triennal Salon des Beaux-Arts